# لزان منجلي الفصوص
اللزان منجلي الفصوص (باللاتينية: Cytisus drepanolobus) نوع نباتي يتبع جنس اللزان من الفصيلة البقولية.

## الموئل والانتشار
موطنه بلاد الشام وتركيا.

## مرادفات للاسم العلمي
- (باللاتينية: Chamaecytisus drepanolobus (Boiss.) Rothm.)